# Saint-Hilaire-au-Temple
Saint-Hilaire-au-Temple è una frazione del comune di La Neuville-au-Temple nel dipartimento della Marna nella regione del Grand Est. In precedenza comune autonomo, il 1º gennaio 2025 è confluito insieme all'ex comune di Dampierre-au-Temple nel nuovo comune di La Neuville-au-Temple.

## Società

### Evoluzione demografica
Abitanti censiti